# Јан Зомер
Јан Зомер (Морж, 17. децембар 1988) швајцарски је фудбалски голман који тренутно брани за Интер из Милана и репрезентацију Швајцарске.

## Спортска каријера
Професионалну каријеру започео је у Базелу, са којим је четири пута узастопно био швајцарски првак. За време боравка у Базелу, Зомер је био на позајмицама у Вадуцу и Грасхоперу. Са Вадуцом је двапут био првак друге лиге и двоструки освајач купа. Године 2014. преселио се у Борусију из Менхенгладбаха.
Године 2012. дебитовао је за репрезентацију Швајцарске и у наредном периоду постао њен први голман. Учествовао је на Светским првенствима 2014. и 2018. и на Европском првенству 2016. године. На Светском првенству 2018. године, Зомер је несрећно у последњем минуту постигао аутогол на утакмици трећег кола против Костарике, приликом извођења пенала Брајана Руиза лопта се одбила од Зомера и ушла у мрежу.

## Статистика каријере

### Репрезентативна
Ажурирано 6. јула 2024.
| Швајцарска | Швајцарска | Швајцарска |
| Година     | Наступи    | Голови     |
| ---------- | ---------- | ---------- |
| 2012       | 2          | 0          |
| 2013       | 3          | 0          |
| 2014       | 5          | 0          |
| 2015       | 5          | 0          |
| 2016       | 10         | 0          |
| 2017       | 8          | 0          |
| 2018       | 10         | 0          |
| 2019       | 10         | 0          |
| 2020       | 5          | 0          |
| 2021       | 14         | 0          |
| 2022       | 8          | 0          |
| 2023       | 7          | 0          |
| 2024       | 7          | 0          |
| Укупно     | 94         | 0          |

## Највеећи успеси

### Вадуц
- Друга лига Швајцарске (1) : 2007/08.
- Куп Лихтенштајна (1) : 2007/08.

### Базел
- Првенство Швајцарске (4) : 2010/11, 2011/12, 2012/13, 2013/14.
- Куп Швајцарске (1) : 2011/12.

### Бајерн Минхен
- Првенство Немачке (1) : 2022/23.

### Интер
- Серија А (1) : 2023/24.
- Суперкуп Италије (1) : 2023.